# Districtul Nkhotakota
Nkhotakota  este un district în statul Malawi. Reședința sa este orașul Nkhotakota.